# Joaquim Mateu i Duran
Joaquim Mateu i Duran (Banyoles, 17 de març del 1883 - Banyoles, 28 de novembre del 1961) va ser un compositor, professor i músic català.

## Biografia
Era fill d'un impressor, Francesc Mateu i Vilardell. Aprengué música, i tocà el violí, el violoncel, la guitarra, el piano i molt especialment l'orgue; amb aquest darrer instrument interpretava música sacra a les diferents esglésies d'Olot i comarca, com a Santa Maria i la capella de l'Asil de Banyoles, o a Santa Maria de Porqueres. Dirigí i fou mestre del cor de l'escolania parroquial de la banyolina Santa Maria dels Turers, on també tocava l'orgue. Feu de director musical de diverses colles de caramelles (com la del coro del sindicat de Banyoles, pels anys vint), de conjunts corals de les escoles municipals, i fundà la "Schola Cantorum de Nostra Senyora de Montserrat". També va ser professor de música, i en aquesta condició el 1922 donà a l'Obra del Cançoner Popular de Catalunya un vell manuscrit d'organista amb músiques populars. Com a compositor se li deuen algunes sardanes i caramelles, la més coneguda de les quals és La Mallerenga, amb lletra de Joaquim Hostench. L'ajuntament de Banyoles dedicà al Mestre Mateu un carrer al barri de can Puig, el 17 de novembre del 1975 (42° 7′ 15″ N, 2° 46′ 49.5″ E / 42.12083°N,2.780417°E)

El seu germà, Francesc Mateu i Duran (1885-1942), va ser impressor, i fotògraf aicionat. El fill d'aquest, Josep Maria Mateu i Tarafa (1916), va ser un fotògraf de relleu local que el 2008 va ser distingit amb la Medalla d'Or de Banyoles.

## Obres
- La Mallerenga (1942), per a cor, amb lletra de Joaquim Hostench[5]
- Nadalenca (1943)
- Tres minyonets n'hi ha a la muntanya, caramella (atribució dubtosa)

### Sardanes
- Cants d'en Tomaset
- La cançó de l'avi
- Maig
- Martiriana (1943), composta per a la Festa Major de Banyoles[6]
- Montserrat (1940)
- Noces a muntanya